# Yoann Touzghar
Yoann Touzghar (Avignon, 28 de noviembre de 1986) es un futbolista franco-tunecino que juega de delantero en el A. C. Ajaccio de la Ligue 2.

## Selección nacional
Touzghar es internacional con la selección de fútbol de Túnez, con la que debutó el 12 de junio de 2015 en un partido de clasificación para la Copa Africana de Naciones de 2017 frente a la selección de fútbol de Yibuti, que terminó con victoria tunecina por 8-1, y en el que anotó su primer gol como internacional.

## Clubes
| Club                      | País    | Año       |
| ------------------------- | ------- | --------- |
| R. C. Grasse              | Francia | 2005-2010 |
| Amiens S. C.              | Francia | 2010-2013 |
| R. C. Lens (cedido)       | Francia | 2012-2013 |
| R. C. Lens                | Francia | 2013-2015 |
| Club Africain             | Túnez   | 2015-2016 |
| A. J. Auxerre             | Francia | 2016      |
| F. C. Sochaux-Montbéliard | Francia | 2017-2018 |
| E. S. Troyes A. C.        | Francia | 2018-2022 |
| A. C. Ajaccio             | Francia | 2022-     |